# Maxim Knight
Maxim Knight (Honolulu, 21 agosto 1999) è un attore e doppiatore statunitense.

## Biografia
Nato ad Honolulu, Hawaii. Si è trasferito a Los Angeles quando aveva cinque anni.
Ha iniziato la carriera di attore all'età di otto anni nel film All for Melissa. È anche apparso in cortometraggi tra cui Gator Armstrong Plays with Dolls, Al's Beef, How My Dad Killed Dracula, and Number One Dad. È stato guest star nel suo primo ruolo, The Cleaner (serie TV) nel 2009 come Aidan Kearn. Ha anche recitato in spettacoli televisivi come Criminal Minds, Brothers & Sisters, Special Agent Oso e Sofia la principessa nel ruolo del principe Desmond.
Nel 2011 è entrato nel cast della serie Falling Skies nel ruolo di Matt Mason. Ha recitato in tutte le 5 stagioni della serie.

## Filmografia

### Attore
- All for Melissa (2007)
- Gator Armstrong Plays with Dolls (2008) Cortometraggio
- Ball Don't Lie (2008)
- Al's Beef (2008) Cortometraggio
- How My Dad Killed Dracula (2008) Cortometraggio
- Number One Dad (2008) Cortometraggio
- Frank TV, nell'episodio "Damn Frankies" (2008)
- Il nostro primo Natale (Our First Christmas), regia di Armand Mastroianni – film TV (2008)
- The Coast (2008) Cortometraggio
- Slaughter (2009)
- Family Dinner (2009) Cortometraggio uscito in home video
- The Cleaner, nell'episodio "Un uomo comune" (2009)
- Three Rivers, nell'episodio "Segreti del cuore" (2009)
- Brothers & Sisters - Segreti di famiglia (Brothers & Sisters), nell'episodio "Quasi sposi" (2009)
- Criminal Minds, nell'episodio "Il principe delle tenebre" (2010)
- Funny or Die Presents..., nell'episodio 2x1 (2011)
- Parenthood, nell'episodio "Buon compleanno Max" (2011)
- Wilfred, nell'episodio "La festa del quartiere" (2011)
- CSI: Miami, negli episodi "Contromisure" (2011) e "In pericolo" (2012) (filmati d'archivio) (non accreditato)
- C'è sempre il sole a Philadelphia (It's Always Sunny in Philadelphia), nell'episodio "Artisti per caso" (2011)
- Appuntamento a New York (A Golden Christmas 3) (2012) Film TV
- Trigger (2012)
- Medeas (2013)
- Falling Skies (2011-2015) Serie TV
- Chasing Life, negli episodi "The Big Leagues" (2015) e "Life, Actually" (2015)

### Doppiaggio
- Kinect Disneyland Adventures (2011) Videogame
- Fish Hooks - Vita da pesci (Fish Hooks), nell'episodio "Un pesce come gli altri" (2012)
- L'acchiappadenti 2 (Tooth Fairy 2) (2012) Uscito in home video
- Agente Speciale Oso (Special Agent Oso), negli episodi "Dr. Juice/For Your Nose Only" (2010), "A View to a Mask/Pumpkin Eyes" (2010), "Dr. Throw/Nobody Plays 'It' Better" (2010), "On Old MacDonald's Special Song/Snapfingers" (2011), "License to Cheer Up/You Only Vote Once" (2011) e "The Manny with the Golden Bear" (2012)
- Sofia - C'era una volta una principessa (Sofia the First: Once Upon a Princess) (2012) Film TV
- Winx Club: Beyond Believix, nell'episodio "A Magix Christmas" (2012)
- Sofia la principessa (Sofia the First), negli episodi "Una principessa tra i principi" (2013), "La signorina Ortica" (2013) e "Il re fornaio" (2013)

## Riconoscimenti
| Anno | Premio             | Categoria                                                                             | Lavoro                               | Risultato                                            |
| ---- | ------------------ | ------------------------------------------------------------------------------------- | ------------------------------------ | ---------------------------------------------------- |
| 2009 | Young Artist Award | Miglior performance in un Film TV, Miniserie o Special - Giovane attore protagonista  | Il nostro primo Natale               | Candidato/a                                          |
| 2012 | Young Artist Award | Miglior performance in una serie televisiva - Giovane attore guest star di anni 11-13 | CSI: Miami (episodio "Contromisure") | Candidato/a                                          |
| 2012 | Young Artist Award | Miglior performance in una serie televisiva - Giovane attore non protagonista         | Falling Skies                        | Vincitore/trice (Ex aequo con Karan Brar per Jessie) |
| 2013 | Young Artist Award | Miglior performance in una serie televisiva - Giovane attore non protagonista         | Falling Skies                        | Candidato/a                                          |
| 2014 | Young Artist Award | Miglior performance in una serie televisiva - Giovane attore non protagonista         | Falling Skies                        | Candidato/a                                          |
| 2014 | Young Artist Award | Miglior performance in un film - Giovane attore protagonista                          | Medeas                               | Candidato/a                                          |

## Doppiatori italiani
Nelle versioni in italiano delle opere in cui ha recitato, Maxim Knight è stato doppiato da:
- Agnese Marteddu ne Il nostro primo Natale
- Federico Bebi in Falling Skies (st. 1-2, 4-5)
- Leonardo Della Bianca in Falling Skies (st. 3)

Da doppiatore è stato sostituito da:
- Arturo Valli in Sofia the First: Once Upon a Princess